# Neopanorpa ophthalmica
Neopanorpa ophthalmica is een insect uit de orde van de schorpioenvliegen (Mecoptera), familie van de schorpioenvliegen (Panorpidae). De wetenschappelijke naam van de soort is voor het eerst geldig gepubliceerd door Navás in 1911.
De soort komt voor in Japan en Taiwan.